# Lynx issiodorensis
Lynx issiodorensis, foi uma espécie de lince que viveu na Europa durante o Pleistoceno, mas deve ter tido a sua origem em África durante o Plioceno.
É muitas vezes considerado como o ancestral de todos os linces atuais. O seu esqueleto lembra um lince vivente, mas possui os membros mais curtos e robustos, com uma cabeça grande e pescoço longo, sendo mais semelhante a um "felino típico".